# Piramide (roman)
Piramide (1989) (titlu original Pyramids) este un roman de Terry Pratchett, al șaptelea din seria Lumea Disc, câștigător al premiului BSFA.

## Intriga
Personajul principal al Piramidelor este Teppic, prințul micului regat Djelibeybi. Djelibeybi reprezintă echivalentul Egiptului Antic pe Lumea Disc.
Tânărul Teppic se antrenează de câțiva ani în sânul Breslei Asasinilor. În ziua care urmează după absolvirea examenului final, simte că tatăl său a murit și că trebuie să se întoarcă acasă. Faptul că el este primul rege din Djelibeybi crescut în afara regatului dă naștere unor probleme interesante, deoarece marele preot Dios este un apărător al tradițiilor și nu dorește să lase faraonii să conducă țara.
După o serie de aventuri și neînțelegeri, Teppic este obligat să evadeze din palat împreună cu o slujnică pe nume Ptraci. Între timp, masiva piramidă construită pentru tatăl lui Teppic denaturează atât de mult continuumul spațio-temporal, încât "rotește" Djelibeybi cu 90 de grade în afara continuumului spațio-temporal al restului Discului. Teppic și Ptraci călătoresc în Ephebe pentru a-l consulta pe filozoful de acolo legat de modul în care pot reveni în regat. În Djelibeybi se ține un pandemoniu, pe măsură ce nenumărații zei ai regatului coboară în rândul oamenilor, iar conducătorii morți revin la viață.  
În cele din urmă, Teppic revine în regat și, cu ajutorul strămoșilor săi readuși la viață, încearcă să distrugă Marea Piramidă. Ei trebuie să îl înfrunte pe Dios, care se dovedește a fi la fel de bătrân ca regatul însuși, fiind sfetnicul tuturor faraonilor de-a lungul timpului. Dios urăște schimbarea și crede că Djelibeybi trebuie să rămână la fel. Teppic reușește să distrugă Piramida, readucând Djelibeybi în lumea reală și trimițându-l pe Dios înapoi în timp (unde acesta se întâlnește cu fondatorul regatului, dând naștere unui nou ciclu). În continuare, Teppic abdică, permițându-i lui Ptraci (care se dovedește a fi sora lui vitregă) să conducă. De îndată, Ptraci trece la instituirea schimbărilor de mult așteptate.